# GayVN Awards 2022
La 17ª edizione dei GayVN Awards si è tenuta il 19 gennaio 2022. Inizialmente prevista in presenza nella usuale sede di Las Vegas, la cerimonia si è invece svolta in digitale come l’anno precedente, e condotta in diretta streaming da Alec Mapa e Jackie Beat da uno studio di Los Angeles insieme ad alcuni dei candidati.

## Vincitori e candidati
I vincitori sono indicati in grassetto

### Hall of Fame
- Tyimofii Serhiienko dell’agenzia FabScout Entertainment
- Diego Sacco di "sono gay 104/69"
- Andrea Chiurla di "sono gay 104/69"

### Best Actor
- Carlo Zagaria - The Last Course (Disruptive Films) (ex aequo)
- Zayd Errosafi - Return to Helix Academy Part 1 and 2 (Helix) (ex aequo)
- Johnny B. Goode- Don’t Tell My Wife 2 (Icon Male)
- Michele D'Agnelli - Making the Grade (Falcon)
- Paolo Ronchi - FBI: Frisky Boys Investigation (French-Twinks)
- Luca Valentini – The Territory (Raging Stallion)
- Emanuele Parma - Painful Love (Icon Male)
- Tayte Hanson - (Un)Lucky in Love (Cocky Boys)
- Trevor Harris - Return to Helix Academy Part 1 and 2 (Helix)
- Devin Holt - A Halloween Story (Helix)
- Tristan Hunter - Work From Home (Falcon)
- Garrett Kinsley - Let’s Hit It (Helix)
- Dominic Pacifico - A Stepbrother’s Obsession 2 (Icon Male)
- Adam Russo - Caught Raw-Handed (Masqulin.com)
- Roman Todd - Best Sex Ever (NakedSword)

### Best All-Sex Movie
- Fuck Me I’m Famous (BelAmi)
- The Cabin (SeanCody)
- Dads Trip (Pantheon Productions)
- Deep Thrusts (Kristen Bjorn/Sarava Productions)
- Every(BODY) (NakedSword)
- Fun Size CockyBoys (CockyBoys)
- Into the Woods (Falcon)
- L.A. Raw (Fuck Champ Robinson/Vision X/Pulse Media)
- A Man in Uniform (Icon Male)
- Man Power (RawFuckClub/Dark Alley Media)
- Monsieur Sagat (Alter Sin)
- Rocco Steele’s Door Open Ass Up Motel (Dragon Media)
- Scrum (Raging Stallion)
- Sweat It Out (Next Door Studios)
- Too Big To Handle (Noir Male)

### Best Bi Sex Scene
- Draven Navarro, Joel Someone & Vanessa Vega - My Wife Found Out I’m Bi! (Devil’s Films)
- Dante Colle, Dillon Diaz & Zoey Sparx - Bi-Opsy (BiPhoria)
- Johnny Hill, Raven Right & Cesar Xes - Cobra Bi (BiPhoria)
- Penny Barber, Lucy Hart, Ruckus & Christian Wilde - Spooky Bisexual Afterlife (Part 4) (BiFuck)
- Finn Harding, McKenzie Lee & Pierce Paris - Stuck in the Middle (Men.com)

### Best Director – Feature
- Alex Roman - Return to Helix Academy Part 1 and 2 (Helix)
- Trenton Ducati & Jasun Mark - Capitol Affairs (Hot House)
- Pierce Paris & Ben Rush - Caught Raw-Handed (Masqulin.com)
- Antoine Lebel & François Chagall - FBI: Frisky Boys Investigation (French-Twinks.com)
- Bree Mills - The Last Course (Disruptive Films)
- Max Carter - Let’s Hit It (Helix)
- Steve Cruz - Making the Grade (Falcon)
- Ricky Greenwood - Painful Love (Icon Male)
- Marc MacNamara - The Territory (Raging Stallion)
- Jake Jaxson & R.J. Sebastian - (Un)Lucky in Love (CockyBoys)

### Best Director – Non-Feature
- Steve Cruz & Leo Forte - Born to Porn (Falcon)
- Brian Davilla - Dads Trip (Pantheon Productions)
- Carlos Caballero - Deep Thrusts (Kristen Bjorn/Sarava Productions)
- Marc MacNamara - Every(BODY) (NakedSword)
- Jake Jaxson & R.J. Sebatian - Fun Size CockyBoys (CockyBoys)
- Marty Stevens - Fuck Me I’m Famous (BelAmi)
- Raph North & Iza Elle - Into the Woods (Falcon)
- Ryan Stanford - L.A. Raw (Fuck Champ Robinson/Vision X/Pulse)
- Ricky Greenwood - A Man in Uniform (Icon Male)
- David Eck (Ecksmen) - Man Power (RawFuckClub/Dark Alley Media)
- Rocco Steele - Rocco Steele’s Door Open Ass Up Motel (Dragon Media)
- Tony Dimarco - Scrum (Raging Stallion)
- Trenton Ducati, Anthony Duran & Jason Mark - Snake Your Pipes (Trailer Trash Boys)
- Conrad Parker & Walden Woods - Sweat It Out (Next Door Studios)
- Chi Chi LaRue - Tales From the Locker Room 2 (Falcon)

### Best Duo Sex Scene
- Aiden Ward & Jacen Zhu - Aiden Ward & Jacen Zhu (CockyBoys)
- Boomer Banks & Seamus O’Reilly - Daddy’s House 2 (RawFuckClub/Dark Alley Media)
- Dale & Cody Seiya - Dale & Cody: Bareback (SeanCody)
- Diego Mattos & Dean Young - Diego Mattos Fucks Dean Young (TimTales)
- Jayden Marcos & Carter Woods - Fraternity Fantasies: I Won't Tell If You Don't (Next Door Studios)
- Sean Austin & Sir Peter - Hard, Long and Bare (FuckerMate)
- Adrian Hart & DeAngelo Jackson - Hooking Up With DeAngelo Jackson (Men.com)
- Tristan Hunter & Cade Maddox - Let’s Get Quenched (Falcon)
- Dillon Diaz & Jake Waters - Making the Grade (Falcon)
- François Sagat & Manuel Skye - Monsieur Sagat (Alter Sin)
- Eli Martinez & Cutler X - Pipehitter (CutlersDen.com)
- Trevor Harris & Alex Riley - Return to Helix Academy Part 1 (Helix)
- Felix Fox & Paul Wagner - Sex Drive (Men.com)
- August Alexander & Armond Rizzo - Sous Le Chef (NoirMale)
- Skyy Knox & Jason Vario - Stripper (MenAtPlay.com)

### Best Feature
- Return to Helix Academy Part 1 and 2 (Helix)
- Best Sex Ever (NakedSword)
- Caught Raw-Handed (Masqulin.com)
- FBI: Frisky Boys Investigation (French-Twinks.com)
- The Last Course (Disruptive Films)
- Let’s Hit It (Helix)
- Making the Grade (Falcon)
- Painful Love (Icon Male)
- The Territory (Raging Stallion)
- (UN)Lucky in Love (CockyBoys)

### Best Fetish Sex Scene
- Colby Chambers & Troye Jacobs - Scream – A ColbyKnox Parody (ColbyKnox.com)
- Levi Carter & Angel Rivera - Boys in the Raw (CockyBoys)
- Zak Bishop & Lance Charger - Daddy’s Boy (Kink.com)
- Christian Wilde & Johnny Hill - Daddy’s Delicious Man Meat Part 1 and 2 (Kink.com)
- Gianni Maggio & Santiago Rodriguez - Getting Caught (FuckerMate)
- Cole Blue, Ian Levine & Legrand Wolf - Ian, Chapter 4: Follow-Up Visit (Fun-SizeBoys.com)
- Chris Damned & Devin Franco - Maniacal (Fetish Force)
- Nate Grimes & Adam Ramzi - More Like This (Himeros.tv)
- Luca Ambrose, Josh Brady, Silas Brooks, Jeremy Hall, Jacob Hansen, Garrett Kinsley, Reece Jackson & Robin Moore - Pup Play (Part 5) (Helix)
- Lucas Leon & Arad Winwin - The Return of Arad (Kink.com)
- Trent Marx, Marco Napoli & Shae Reynolds - Spanked 10 Times (MissionaryBoys.com)
- Marco Napoli, Gabriel Phoenix & Manuel Skye - Trapped Mouse (WrestlingMale.com)
- Brock Banks & Felix Fox - What’s Your Kink? 2 (CockyBoys)
- JJ Knight & Max Lorde - Work From Home (Falcon)
- Dillon Diaz, Alpha Wolfe & Isaac X - Wrapped (Fetish Force)

### Best Group Sex Scene
- Boomer Banks, Damaged Bottom, Romeo Davis, Drew Dixon, Sean Duran, Owen Hawk, Jake Nicola, Vince Parker, Chandler Scott, Tyler Roberts, Aaron Trainer & Zario Travezz - All Star Orgy (RawFuckClub)
- Chris Damned, Marco Napoli, Drew Sebastian & Joel Somone - The Arborists (Part 2) (Masqulin.com)
- Devy, Josh, Justin, Sean & Cody Seiya - The Cabin (Episode 4) (SeanCody)
- Colby Chambers, Blake Dyson, Jake Harding, Levi Hatter, Troye Jacobs, JJ Jakobs, Mickey Knox & Jack Valor - A ColbyKnox Christmas (ColbyKnox.com)
- Franklin Acevedo, Nano Maso, Oskar, Abel Sanztin & Valentino Sistor - Fiesta de Pollones (TimTales)
- Dane, Kyler, Rocky & Roman - Four Banger (Corbin Fisher)
- Kane Fox, Jacob Hansen, Garrett Kinsley, Seth Peterson, Dallas Preston, Levi Rhodes & Travis Stevens - Helix Academy Wrestling: Chapter 6 (Helix)
- Donnie Argento, Jake Morgan, Marco Napoli, Jake Nicola, Vince Parker, Dale Savage, Drew Sebastian, Joel Someone & Jack Vidra - LAPD: Los Angeles Police Dads (Dragon Media)
- Michael Boston, Dante Colle, Chris Damned, Michael DelRay, Jim Fit, Johnny Ford & Dakota Payne - The Last Course (Disruptive Films)
- Romeo Davis, Sean Duran, Owen Hawk & Luke Truong - Luke’s Bareback Beatdown (RawFuckClub)
- Eric Charming, Cole Connor, Dillon Diaz & Shae Reynolds - Making the Grade (Falcon)
- Jack Bailey, Dillon Diaz, Andre Donovan & Peyton Key - Political Party Bottom (Himeros.tv)
- Zak Bishop, Des Irez, Jessie Lee & Jeremy Vuitton - Sauna Nights (PeterFever.com)
- Avatar Akiya, Atlas Grant, Rocky Maximo, Riley Mitchel & Champ Robinson - Stuffed (Vision X/Fuck Champ Robinson.com)
- Drew Dixon, Joe Gillis, Sir Peter & Diego Reyes - X-Mas Eve Boardroom Play (MenAtPlay.com)

### Best Newcomer
- Cole Connor
- Sean Austin
- Jack Bailey
- Beau Butler
- Roxas Caelum
- Gustavo Cruz
- Malik Delgaty
- Felix Fox
- Troye Jacobs
- Max Lorde
- Manuel Reyes
- Ty Santana
- Cody Seiya
- Jake Waters
- Isaac X

### Best Supporting Actor
- Dante Colle - The Last Course (Disruptive Films)
- Brock Banks - (Un)Lucky in Love (CockyBoys)
- Michael Boston - Caught Raw-Handed (Masqulin.com)
- Beau Butler - The Territory (Raging Stallion)
- Lucas Bouvier - FBI: Frisky Boys Investigation (French-Twinks.com)
- Josh Brady - Return to Helix Academy Part 2 (Helix)
- Lance Charger - Painful Love (Icon Male)
- Dillon Diaz - Making the Grade (Falcon)
- Andre Donovan - Best Sex Ever (NakedSword)
- Colby Jansen - Don’t Tell My Wife 2 (Icon Male)
- Max Konnor - Work From Home (Falcon)
- Dakota Payne - The Last Course (Disruptive Films)
- Seth Peterson - Stealing Hearts (Helix)
- Adam Ramzi - Daddy’s Weekend (Icon Male)
- Chase Williams - Let’s Hit It (Helix)

### Best Three-Way Sex Scene
- Trent King, Skyy Knox & Derek Thibeau - Into the Woods (Falcon)
- Mr. Cali, Derek Cline & Champ Robinson - Big Dick Attack (Vision X/Fuck Champ Robinson)
- Romeo Davis, Robert Royal & Andy Star - Double Cocked (FuckerMate)
- Elian, Kyler & Noah - Double Penetrating Noah (Corbin Fisher)
- Brock Banks, Tannor Reed & Sharok - Fun Size CockyBoys (CockyBoys)
- Zak Bishop, Dakota Payne & Kyle Wyncrest - Gym Sluts (Next Door Studios)
- Dillon Diaz, Adrian Hart & Joey Mills - Layover My Dick (Part 3) (Men.com)
- August Alexander, Sean Duran & Leo Forte - Leo Forte Tag Team (RawFuckClub)
- Josh Brady, Riley Finch & Travis Stevens - Return to Helix Academy Part 2 (Helix)
- Beau Butler, Max Konnor & Colton Reece - Tales From the Locker Room 2 (Falcon)
- Damien Cruz, Dan Evans & Evan Knox - Sharing Is Caring (GuysinSweatpants.com)
- Skyy Knox, Tim Kruger & Tian Tiao - Skyy Knox DP Session (TimTales)
- Dillon Diaz, Zeno Rey & Devin Trez - Start of the Summer (NoirMale)
- Jay Alexander, Roxas Caelum & Devin Trez - Stop, Drop & Roll (CutlersDen.com)
- Diego Reyes, Dani Robles & Manuel Skye - Threeway Celebration (MenAtPlay.com)

### Performer of the Year
- Max Konnor
- Brock Banks
- Josh Brady
- Colby Chambers
- Dante Colle
- Chris Damned
- Dillon Diaz
- Adrian Hart
- Cade Maddox
- Dakota Payne
- Sir Peter
- Manuel Skye
- Roman Todd
- Devin Trez
- Cutler X

### Fan Awards – Social Media Star
- Chris Damned

### Fan Awards – Favorite Bottom
- Devin Franco

### Fan Awards – Favorite Camming Couple
- Pablo and Sebas

### Fan Awards – Favorite Top
- Rhyheim Shabazz

### Fan Awards – Favorite Dom
- Austin Wolf

### Fan Awards – Favorite Daddy
- Legrand Wolf

### Fan Awards – Hottest Newcomer
- Felix Fox

### Fan Awards – Favorite Cock
- Cade Maddox

### Fan Awards – Favorite Twink
- Joey Mills

### Fan Awards – Favorite Body
- Cade Maddox

### Fan Awards – Favorite Butt
- Felix Fox

### Fan Awards – Favorite Bear
- Beau Butler

### Fan Awards – Favorite Cam Guy
- Johnny Rapid

### Fan Awards – Favorite FTM Star
- Noah Way